# Dubusia carrikeri
La tangara pechifulva de Carriker (Dubusia carrikeri) es una especie —o la subespecie Dubusia taeniata carrikeri dependiendo de la clasificación considerada— de ave paseriforme de la familia Thraupidae, perteneciente al género Dubusia. Es endémica del noreste de Colombia.

## Distribución y hábitat
Se encuentra únicamente en la Sierra Nevada de Santa Marta, noreste de Colombia.
Esta especie es considerada muy rara en su hábitat natural: el estrato bajo y los bordes de bosques montanos y, aparentemente, requiere grandes áreas de bosques intactos.

## Estado de conservación
La tangara pechifulva de Carriker había sido calificada como «amenazada de extinción» por la Unión Internacional para la Conservación de la Naturaleza (IUCN) hasta el año 2024 debido a que su pequeña zona de distribución y su baja población, estimada entre 1000 y 2500 individuos adultos, se presumen estar en decadencia como resultado de la extensa pérdida de hábitat; sin embargo fue recalificada en aquel año como «casi amenazada».

## Sistemática

### Descripción original
La especie D. carrikeri fue descrita por primera vez por el ornitólogo estadounidense Alexander Wetmore en 1946 bajo el mismo nombre científico; su localidad tipo es: «8500–9500 pies [c. 2590–2895 m], lado sur del principal valle del Río Guatapurí, Sierra Nevada de Santa Marta, Magdalena, Colombia». El holotipo, un macho adulto, se encuentra depositado en el Museo Americano de Historia Natural bajo el número  USNM 388179 y fue colectado el 28 de marzo de 1946 por Melbourne Armstrong Carriker.

### Etimología
El nombre genérico femenino «Dubusia» conmemora al naturalista belga Bernard du Bus de Gisignies (1808–1874); y el nombre de la especie «carrikeri» conmemora al ornitólogo, entomólogo y colector estadounidense Melbourne Armstrong Carriker (1879–1965).

### Taxonomía
La presente especie es tratada históricamente como una subespecie de Dubusia taeniata; sin embargo, las clasificaciones Aves del Mundo (HBW), Birdlife International (BLI) y del Congreso Ornitológico Internacional (IOC), la consideran como una especie separada, con base en diferencias morfológicas (el beige de las partes inferiores se extiende hasta la mitad de la garganta) y de vocalización. El Comité de Clasificación de Sudamérica (SACC) aprobó la separación en la Propuesta No 1017. Esta separación no es seguida todavía por la clasificación Clements Checklist/eBird.